# Wilfried Baasner
Wilfried Baasner (ur. 28 maja 1940 w Morągu, zm. 28 marca 2006 w Atenach) – niemiecki aktor filmowy i telewizyjny.

## Życiorys
Urodził się w Morągu. Wychowywał się w Lauenburg/Elbe i Hamburgu. W wieku 17 lat opuścił gimnazjum i wstąpił do prywatnej szkoły dramatycznej Hamburger Kammerspiele, gdzie jego wykładowczynią była Ida Ehre. Był związany z teatrami: Stadttheater Bremerhaven, wiedeńskim Wiener Volkstheater, Wiener Schauspielhaus, den Hamburger Kammerspielen, der Landesbühne Hannover, dem Berliner Renaissance-Theater oraz Freilichtspielen Schwäbisch Hall.
W 1982 roku za rolę Josepha Merricka w spektaklu Człowiek słoń wg powieści Ashleya Montagu i Sir Fredericka Trevesa w teatrze wiedeńskim otrzymał Medal Kainza. Stał się znany szerszej publiczności jako czarny charakter Achim Lauritzen w serialu ZDF Dziedzictwo Guldenburgów (Das Erbe der Guldenburgs, 1987-90). Grał rolę Mackiego Messera w widowisku Opera za trzy grosze Bertolta Brechta. Jego swoistym znakiem firmowym była łysina, m.in. jako minister sprawiedliwości Winston w dreszczowcu Der Schwarze Fluch - Tödliche Leidenschaften (1995) z udziałem Jamesa Brolina, Brenta Huffa i Jeffa Strykera.

## Wybrana filmografia

### Filmy fabularne
- 1964: Bezaubernde Mama (TV) jako Yve Lemonnier
- 1983: Karambolage jako król
- 1984: Tod eines Schaustellers (TV) jako Schuster
- 1985: Coconuts jako Kern
- 1985: Hautnah (TV) jako Meilick
- 1992: Ein Fall für TKKG: Drachenauge jako Hirnvogel
- 1993: Laserowa misja 2 (Der blaue Diamant, TV) jako Boris Ottinski (Otto)
- 1995: Mit verbundenen Augen (TV) jako Albert Steiner
- 1997: Il quarto re (TV) jako Bakir

### Seriale TV
- 1985: Derrick jako Rotter
- 1986: Tatort: Tod auf Eis jako Diedrichs
- 1986: Derrick jako Koller
- 1987-90: Dziedzictwo Guldenburgów (Das Erbe der Guldenburgs) jako Achim Lauritzen
- 1992: Tatort: Falsche Liebe jako Jelenak "Mutter"
- 1994: Wolffs Revier jako Walter Keilhoff
- 1996: Klinika pod Palmami (Klinik unter Palmen) jako Kaminsky
- 1998: Nasz Charly (Unser Charly) jako Manfred Völkel
- 1999: Siódmy zwój (The Seventh Scroll) jako Lord Intef
- 2002: Klinikum Berlin Mitte - Leben in Bereitschaft jako Manfred Dittrich
- 2004: Ein Fall für den Fuchs jako Ludwig Leclair